# Tanja Ries
Tanja Ries (Künstlername auch Fischerin; * 1. Juni 1968 in Pforzheim) ist eine deutsche Chansonsängerin, Coach und Moderatorin.

## Leben
Sie war von 2005 bis 2011 künstlerische Leiterin des jährlichen Berliner Chansonfestes, dem größten Chansonfestival Deutschlands. Seit der Ausrichtung einer Gala im Jahr 2000 setzt sie sich für Jugendarbeit ein. Aktuell arbeitet sie als Coach und wendet dabei unter anderem die Lehren des Zen an. Ihre Musik, eine Mischung aus Chanson, Ambient und Pop, wird oft mit Tori Amos, Marianne Rosenberg und Björk verglichen. Musikalisch sprengt Ries Genre-Grenzen, erschuf eine Rap-Oper in Zusammenarbeit mit Gangway e. V. und arbeitete mit dem Techno-DJ XOL DOG 400 zusammen. Des Weiteren macht sie sich politisch für das bedingungslose Grundeinkommen stark und ist wohltätig als Kuratorin in der Berliner AIDS-Hilfe aktiv.

## Musik
Tanja Ries arbeitet mit Florian Grupp, Peter Erks, Kronstädta und Mr. Leu.

»Auftreten, das ist dann, mit all den Päckchen anzukommen und sie, eines nach dem anderen, mit euch gemeinsam zu öffnen«, so die Künstlerin.

## Projekte
Tanjas Nachtcafé fand monatlich fünf Jahre lang zunächst im Ex-Kreuz-Club, dann in der Kalkscheune in Berlin und zuletzt  im Berliner Jazzklub Aufsturz in der Oranienburger Straße statt, mit Gastauftritten von Horst Evers, Freddy Fischer & His Cosmic Rocktime Band, Nessi Tausendschön, Celina Muza, Corinne Douarre, Jan Böttcher, Barbara Cuesta, Pigor & Eichhorn, Otto Kuhnle und anderen. Karrieren fanden hier ihren Anfang.

## Diskografie
- 1997: Ein vertrauliches Konzert (CD, Album, live) – ohne Label
- 1999: Kurz bevors geschah (CD, Album) – ohne Label
- 2001: Nord (CD, Album) – Noise International
- 2002: Metanoia (CD, Album) – Traumton Records
- 2008: Liebe mich (CD, Album) – Kook[11]